# 居住证制度
居住证制度是指中华人民共和国部分地方政府要求其境内非本地户籍居民在当地作长期定居、工作和生活时，需要申请办理居住证以便享受当地的社会福利以及其它待遇和政策，而地方政府则可以以此对外来人口进行统计和管理的制度。旅游、出差、探亲、医疗等目作短期停留的外来人员无需办理居住证。部分地区虽要求要求外来人员主动上报相关信息，但通常并不强制执行，因此事实上外来人员可以在不办理居住证的情况下在当地不限目的作无限期停留，但这种情况下只能享受有限的公共服务。
该制度的前身是暂住制度，该制度实施期间，没有暂住证的外来人员根据暂住制度会被予以罚款和收容遣送。一般认为，暂住证与暂住制度对外地人口带有明显的歧视且限制了公民的人身自由。暂住制度被废除后，由居住证制度取而代之。

## 历史

### 人户不分离时期

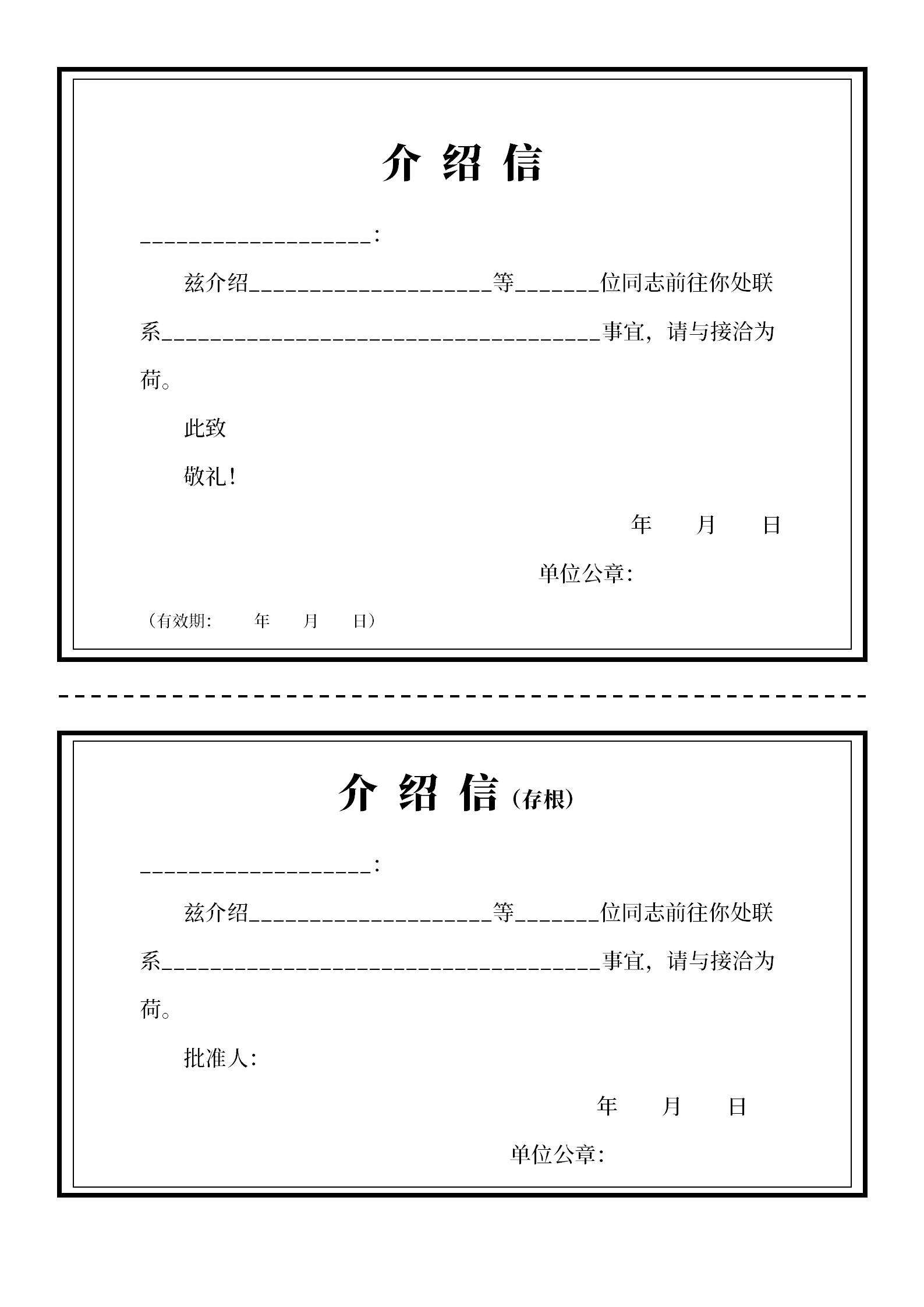
中国大陆常用的介绍信模板

中华人民共和国成立后至改革开放前，中国的社会服务大多由人们所在的工作单位负责，并且在全民配给制和户籍制度的作用下，人口极难自由流动。若工作单位发生变更，需要凭介绍信等一同变更户籍。因此这一时期并无暂住证和居住证等证件，居民的实际居住地和户籍地是一致的。
虽然如此，收容遣送制度在1950年代初便已存在，当时的主要目的是收容中华民国国军散兵游勇、妓女、吸毒者和遊民、乞丐等。

### 暂住制度时期

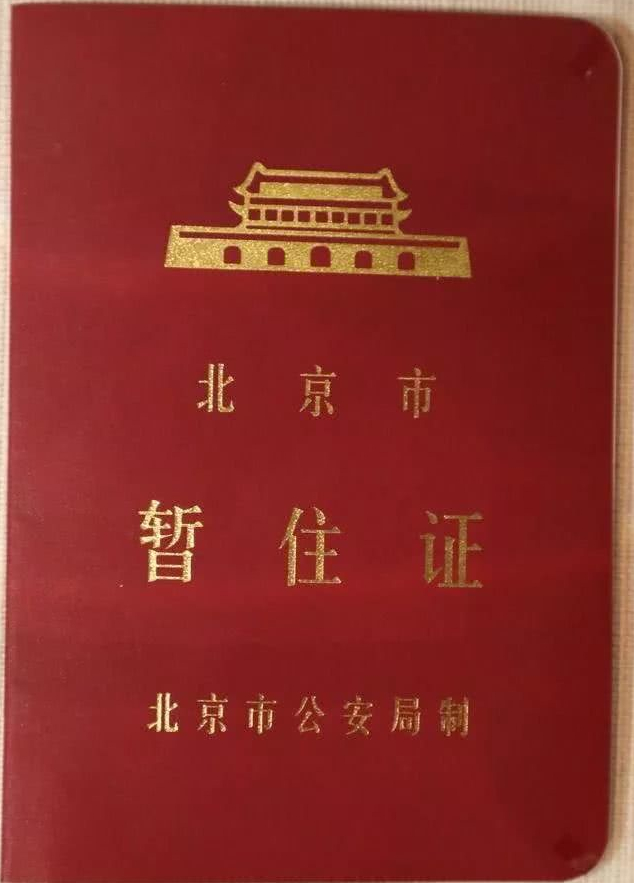
北京市暂住证封面，该证件于2016年10月1日起停发，此后北京开始签发居住证

改革开放后，随着经济领域管制的放开，人口自由流动日益增多。1982年5月12日，中华人民共和国国务院发布《城市流浪乞讨人员收容遣送办法》；根据办法，城市行政部门可以要求检查该证件，若发现没有身份证、务工证及暂住证的外地人口，得以收容并遣送回原居住地。此办法一直执行至2003年。
1985年6月24日，深圳市人民政府出台《深圳经济特区暂住人员户口管理暂行规定》，在全国率先实行暂住制度。
孙志刚事件发生后，2003年6月20日中华人民共和国国务院发布第381号令，取消收容遣送制度，并实施《城市生活无着的流浪乞讨人员救助管理办法》；根据该办法，救助站的救助对象仅限流浪乞讨人员，且不得限制受助人员离开救助站。
虽然《城市流浪乞讨人员收容遣送办法》已经废止，但暂住制度并没有完全取消，仍在各大城市继续实施，实现对外地人口特别是农民工的限制准入。北京市政协委员张惟英提出的北京准入制度，引发大范围的质疑和反对；重庆市行政体制的特殊，将一部分本市居民（主要是重庆恢复直辖市建制时新划入重庆的边远贫困地区）亦作为外来人口对待，引起了一些社会问题。沈阳等城市曾率先取消了暂住制度，但大多又恢复了这一制度。

### 居住证时期
2000年以后，上海等部分城市开始尝试将暂住证改为居住证制度。此后随着孙志刚事件和《中华人民共和国行政许可法》的颁布，暂住制度受到质疑，此后部分城市开始开始将暂住证向居住证转变。
2016年1月1日，《居住证暂行条例》开始实行，意味着居住证制度开始在全国推行。
与暂住证不同，居住证并非强制办理，外来人员即使无此证件也可以在当地无限期逗留，但由于各地都将社会福利和待遇（例如购房和子女教育、积分落户等）与居住证挂钩，因此在外地工作或定居的人员基本上都会办理居住证。

## 式样
居住证的式样一般由各地自行设计，有实体居住证和电子居住证两种形式，实体居住证和居民身份证尺寸相同，嵌有芯片可供机器识读，后者则没有实体卡片，要使用特定的手机軟件打开，机器则通过屏幕上的二维码进行识别，目前有的省区市仅发行前者或后者，有的则兼而有之，允许申请人自行选择。
居住证通常包含持证人的姓名、性别、民族、出生日期、公民身份号码、户籍地址、居住地址以及居住证的签发机关、签发日期、有效期等内容。

## 申请和签注
居住证的申请流程由各个地自行制定，申请人通常需要前往居住地派出所或办事大厅现场办理，部分地区也开通了网上申请，一般来说主要包括如下步骤：
- 完成居住登记：办理居住证前，要先完成居住登记，办理居住登记时除了需要本人的居民身份证或户口簿以外，还需要房产证、租房合同或集体宿舍证明等材料以证明申请人的居住地址；
- 办理居住证：完成居住登记满一定时长（一般为6个月，部分地区无此要求，可以在完成居住登记后立即申办居住证）后，可凭个人身份证件和居住登记凭证办理居住证。
- 办理签注：居住证要定期（通常是每年）办理签注，否则会影响居住证的效力，办理签证所需材料和办理居住登记相同。